# Carl Olof Tallgren
Carl Olof Tallgren, född 28 januari 1927 i Åbo, död 16 juni 2024, var en finländsk (finlandssvensk) företagsledare och politiker.

## Biografi
Tallgren tog studentexamen i Åbo 1945 och tog en pol.kand.-examen i statsvetenskap 1951. Därefter arbetade han som ombudsman för Åbolands kommunförbund 1952–1962. År 1988 promoverades Tallgren till hedersdoktor i filosofi 1988 vid Åbo Akademi.
Tallgren representerade Svenska folkpartiet, SFP, som riksdagsledamot 1961–1975 och var under flera år ordförande för den svenska riksdagsgruppen. Som politiker var han utpräglad liberal och utgjorde tillsammans med Kristian Gestrin en stark liberal duo i SFP i 1970-talets rikspolitik.
Tallgren var också partiets åttonde ordförande under tre år 1974–1977 och var dessförinnan ordförande i Svensk Ungdom (Svenska folkpartiets ungdomsförbund) 1960–1962. Han var också finansminister 1970–1971.
Tallgren gjorde även stora insatser i Finlands näringsliv, bl.a. som ordförande i Stiftelsen för Åbo Akademi 1982–1997, som ordförande i styrelserna för Oy Partek Ab, Konstsamfundet, Oy Stockmann Ab, Oy City Forum Ab, Hufvudstadsbladet Ab m.fl. 

## Utmärkelser
- Kommendörstecknet av Finlands Vita Ros’ orden[2]
- Kommendör av 1. klass av Nordstjärneorden[2]
- Kommendörstecknet av Finlands Lejons orden[2]
- Finlands Röda Kors’ förtjänstmedalj i silver[2]

[Redigera Wikidata]